# Trachylepis hemmingi
Trachylepis hemmingi (сомалійська мабуя) — вид сцинкоподібних ящірок родини сцинкових (Scincidae). Ендемік Сомалі.

## Поширення і екологія
Сомалійські мабуї зустрічаються на півночі Сомалі. Вони живуть в сухих акацієвих саванах.